# 1953年航天活動列表
本条目列出1953年世界各国及组织进行的航天活动。

## 发射
| 发射日期/ 时间       | 运载工具            | 发射场                           | 发射机构 | 载荷      | 所属机构 | 轨道   | 任务/ 功能              | 返回/ 坠毁        | 发射结果 | 备注                                 |
| -------------------- | ------------------- | -------------------------------- | -------- | --------- | -------- | ------ | ----------------------- | ----------------- | -------- | ------------------------------------ |
| 2月10日， 21:09 GMT  | 空蜂火箭            | LC-35, 白沙                      | NRL      |           | NRL      | 亞軌道 | 質譜                    | 1953年 2月10日    | 成功     | 遠地點：137（85英里）                |
| 2月12日， 07:09 GMT  | 空蜂火箭            | LC-35, 白沙                      | NRL      |           | NRL      | 亞軌道 | 質譜                    | 1953年 2月12日    | 成功     | 遠地點：137（85英里）                |
| 2月18日， 06:50 GMT  | 空蜂火箭            | LC-35, 白沙                      | 美國空軍 | GRENADES  | 美國空軍 | 亞軌道 | 大氣物理學              | 1953年 2月18日    | 成功     | 遠地點：109（68英里）                |
| 2月18日， 17:42 GMT  | 空蜂火箭            | LC-A, 霍洛曼空軍基地             | ARDC     |           | ARDC     | 亞軌道 | 飛行測試                | 1953年 2月18日    | 成功     | 遠地點：117（73英里）                |
| 3月1日               | R-1導彈             | 卡普斯京亞爾                     | OKB-1    |           | OKB-1    | 亞軌道 | 作戰飛行測試            | 1953年 3月1日     | 成功     | 遠地點：100（62英里）                |
| 3月5日               | R-1導彈             | 卡普斯京亞爾                     | OKB-1    |           | OKB-1    | 亞軌道 | 作戰飛行測試            | 1953年 3月5日     | 成功     | 遠地點：100（62英里）                |
| 3月15日              | R-5導彈             | 卡普斯京亞爾                     | OKB-1    |           | OKB-1    | 亞軌道 | 飛行測試                | 1953年 3月15日    | 失敗     | R-5導彈的首次飛行                    |
| 3月18日              | R-5導彈             | 卡普斯京亞爾                     | OKB-1    |           | OKB-1    | 亞軌道 | 飛行測試                | 1953年 3月18日    | 失敗     |                                      |
| 3月19日              | R-1導彈             | 卡普斯京亞爾                     | OKB-1    |           | OKB-1    | 亞軌道 | 作戰飛行測試            | 1953年 3月19日    | 成功     | 遠地點：100（62英里）                |
| 4月2日               | R-5導彈             | 卡普斯京亞爾                     | OKB-1    |           | OKB-1    | 亞軌道 | 飛行測試                | 1953年 4月2日     | 成功     | 遠地點：300（186英里）               |
| 4月8日               | R-5導彈             | 卡普斯京亞爾                     | OKB-1    |           | OKB-1    | 亞軌道 | 飛行測試                | 1953年 4月8日     | 失敗     |                                      |
| 4月14日， 15:47 GMT  | 空蜂火箭            | LC-A, 霍洛曼空軍基地             | ARDC     |           | ARDC     | 亞軌道 | 飛行測試                | 1953年 4月14日    | 成功     | 遠地點：122（76英里）                |
| 4月18日              | R-11 （飛毛腿導彈） | 卡普斯京亞爾                     | OKB-1    |           | OKB-1    | 亞軌道 | 飛行測試                | 1953年 4月18日    | 成功     | R-11的首次飛行 遠地點：150（93英里） |
| 4月23日， 19:33 GMT  | 空蜂火箭            | LC-35, 白沙                      | 美國空軍 | SPHERE    | 美國空軍 | 亞軌道 | 大氣物理學              | 1953年 4月23日    | 成功     | 遠地點：124（77英里）                |
| 4月24日， 10:19 GMT  | 空蜂火箭            | LC-35, 白沙                      | 美國空軍 | GRENADES  | 美國空軍 | 亞軌道 | 大氣物理學              | 1953年 4月24日    | 成功     | 遠地點：108（67英里）                |
| 4月                  | R-5導彈             | 卡普斯京亞爾                     | OKB-1    |           | OKB-1    | 亞軌道 | 飛行測試                | 發射後不 到一小時 | 成功     | 遠地點：300（186英里）               |
| 5月11日              | R-1導彈             | 卡普斯京亞爾                     | OKB-1    |           | OKB-1    | 亞軌道 | 作戰飛行測試            | 1953年 5月11日    | 成功     | 遠地點：100（62英里）                |
| 5月20日， 14:04 GMT  | 空蜂火箭            | LC-A, 霍洛曼空軍基地             | ARDC     | Airglow-3 | ARDC     | 亞軌道 | 大氣物理學              | 1953年 5月20日    | 成功     | 遠地點：114（71英里）                |
| 5月21日， 15:47 GMT  | 空蜂火箭            | LC-A, 霍洛曼空軍基地             | ARDC     | Airglow-4 | ARDC     | 亞軌道 | 大氣物理學              | 1953年 5月21日    | 成功     | 遠地點：114（71英里）                |
| 5月23日              | R-5導彈             | 卡普斯京亞爾                     | OKB-1    |           | OKB-1    | 亞軌道 | 飛行測試                | 1953年 5月23日    | 成功     | 遠地點：300（186英里）               |
| 5月                  | R-11 （飛毛腿導彈） | 卡普斯京亞爾                     | OKB-1    |           | OKB-1    | 亞軌道 | 飛行測試                | 發射後不 到一小時 |          | 遠地點：150（93英里）                |
| 5月                  | R-5導彈             | 卡普斯京亞爾                     | OKB-1    |           | OKB-1    | 亞軌道 | 飛行測試                | 發射後不 到一小時 | 成功     | 遠地點：300（186英里）               |
| 5月                  | R-5導彈             | 卡普斯京亞爾                     | OKB-1    |           | OKB-1    | 亞軌道 | 飛行測試                | 發射後不 到一小時 | 成功     | 遠地點：300（186英里）               |
| 6月3日               | R-11 （飛毛腿導彈） | 卡普斯京亞爾                     | OKB-1    |           | OKB-1    | 亞軌道 | 飛行測試                | 1953年 6月3日     |          | 遠地點：150（93英里）                |
| 6月26日， 19:10 GMT  | 空蜂火箭            | LC-A, 霍洛曼空軍基地             | ARDC     |           | ARDC     | 亞軌道 | 電離層研究              | 1953年 6月26日    | 成功     | 遠地點：135（84英里）                |
| 7月1日， 17:52 GMT   | 空蜂火箭            | LC-A, 霍洛曼空軍基地             | ARDC     |           | ARDC     | 亞軌道 | 電離層研究              | 1953年 7月1日     | 成功     | 遠地點：138（86英里）                |
| 7月6日               | R-1導彈             | 卡普斯京亞爾                     | OKB-1    |           | OKB-1    | 亞軌道 | 作戰飛行測試            | 1953年 7月6日     | 成功     | 遠地點：100（62英里）                |
| 7月14日， 15:30 GMT  | 空蜂火箭            | LC-A, 霍洛曼空軍基地             | ARDC     |           | ARDC     | 亞軌道 | 太陽紫外線 天文學       | 1953年 7月14日    | 成功     | 遠地點：103（64英里）                |
| 7月18日， 22:27 GMT  | Deacon／ Rockoon    | USS Staten Island， LP-1, AO-11  | 美國海軍 |           | 美國海軍 | 亞軌道 | 大氣物理學／ 電離層研究 | 1953年 7月18日    | 失敗     | 遠地點：11（7英里）                  |
| 7月19日， 10:30 GMT  | Deacon／ Rockoon    | USS Staten Island， LP-2, AO-11  | 美國海軍 |           | 美國海軍 | 亞軌道 | 大氣物理學／ 電離層研究 | 1953年 7月19日    | 失敗     | 遠地點：11（7英里）                  |
| 7月19日， 15:53 GMT  | Deacon／ Rockoon    | USS Staten Island， LP-3, AO-11  | 美國海軍 |           | 美國海軍 | 亞軌道 | 大氣物理學／ 電離層研究 | 1953年 7月19日    | 失敗     | 遠地點：11（7英里）                  |
| 7月19日， 21:57 GMT  | Deacon／ Rockoon    | USS Staten Island， LP-4, AO-11  | 美國海軍 |           | 美國海軍 | 亞軌道 | 大氣物理學／ 電離層研究 | 1953年 7月19日    | 失敗     | 遠地點：11（7英里）                  |
| 7月24日， 16:40 GMT  | Deacon／ Rockoon    | USS Staten Island， LP-5, AO-11  | 美國海軍 |           | 美國海軍 | 亞軌道 | 大氣物理學／ 電離層研究 | 1953年 7月24日    | 失敗     | 遠地點：11（7英里）                  |
| 8月3日， 18:28 GMT   | Deacon／ Rockoon    | USS Staten Island， LP-7, AO-11  | 美國海軍 | SUI 14    | 美國海軍 | 亞軌道 | 大氣物理學／ 電離層研究 | 1953年 8月3日     | 失敗     | 遠地點：11（7英里）                  |
| 8月6日， 15:07 GMT   | Deacon／ Rockoon    | USS Staten Island， LP-8, AO-11  | 美國海軍 |           | 美國海軍 | 亞軌道 | 大氣物理學／ 電離層研究 | 1953年 8月6日     | 失敗     | 遠地點：11（7英里）                  |
| 8月9日， 05:54 GMT   | Deacon／ Rockoon    | USS Staten Island， LP-10, AO-11 | 美國海軍 |           | 美國海軍 | 亞軌道 | 大氣物理學／ 電離層研究 | 1953年 8月9日     | 成功     | 遠地點：100（62英里）                |
| 8月9日， 19:15 GMT   | Deacon／ Rockoon    | USS Staten Island， LP-23, AO-11 | NRL      |           | NRL      | 亞軌道 | 大氣物理學              | 1953年 8月9日     | 失敗     | 遠地點：38（24英里）                 |
| 8月30日， 14:00 GMT  | Deacon／ Rockoon    | USS Eastwind， LP-11, AO-11      | 美國海軍 |           | 美國海軍 | 亞軌道 | 大氣物理學／ 電離層研究 | 1953年 8月30日    | 失敗     | 遠地點：11（7英里）                  |
| 8月30日， 16:20 GMT  | Deacon／ Rockoon    | USS Eastwind， LP-12, AO-11      | 美國海軍 |           | 美國海軍 | 亞軌道 | 大氣物理學／ 電離層研究 | 1953年 8月30日    | 失敗     | 遠地點：11（7英里）                  |
| 8月30日， 20:46 GMT  | Deacon／ Rockoon    | USS Eastwind， LP-13, AO-11      | 美國海軍 |           | 美國海軍 | 亞軌道 | 大氣物理學／ 電離層研究 | 1953年 8月30日    | 成功     | 遠地點：100（62英里）                |
| 9月1日， 05:05 GMT   | 空蜂火箭            | LC-35, 白沙                      | 美國空軍 | GRENADES  | 美國空軍 | 亞軌道 | 大氣物理學              | 1953年 9月1日     | 成功     | 遠地點：108（67英里）                |
| 9月3日， 11:51 GMT   | Deacon              | USS Eastwind， LP-15, AO-11      | 美國海軍 |           | 美國海軍 | 亞軌道 | 大氣物理學／ 電離層研究 | 1953年 9月3日     | 成功     | 遠地點：100（62英里）                |
| 9月3日， 14:05 GMT   | Deacon／ Rockoon    | USS Eastwind， LP-16, AO-11      | 美國海軍 |           | 美國海軍 | 亞軌道 | 大氣物理學／ 電離層研究 | 1953年 9月3日     | 成功     | 遠地點：100（62英里）                |
| 9月5日， 05:36 GMT   | 空蜂火箭            | LC-35, 白沙                      | 美國空軍 | GRENADES  | 美國空軍 | 亞軌道 | 大氣物理學              | 1953年 9月5日     | 成功     | 遠地點：114（71英里）                |
| 9月15日， 15:02 GMT  | 空蜂火箭            | LC-A, 霍洛曼空軍基地             | ARDC     | Airglow-5 | ARDC     | 亞軌道 | 大氣物理學              | 1953年 9月15日    | 失敗     | 遠地點：32（20英里）                 |
| 10月7日， 17:00 GMT  | 空蜂火箭            | LC-A, 霍洛曼空軍基地             | ARDC     |           | ARDC     | 亞軌道 | 太陽研究                | 1953年 10月7日    | 成功     | 遠地點：100（62英里）                |
| 10月10日             | R-1導彈             | 卡普斯京亞爾                     | OKB-1    |           | OKB-1    | 亞軌道 | 作戰飛行測試            | 1953年 10月10日   | 成功     | 遠地點：100（62英里）                |
| 10月16日             | R-1導彈             | 卡普斯京亞爾                     | OKB-1    |           | OKB-1    | 亞軌道 | 作戰飛行測試            | 1953年 10月16日   | 成功     | 遠地點：100（62英里）                |
| 10月17日             | R-1導彈             | 卡普斯京亞爾                     | OKB-1    |           | OKB-1    | 亞軌道 | 作戰飛行測試            | 1953年 10月17日   | 成功     | 遠地點：100（62英里）                |
| 10月19日             | R-1導彈             | 卡普斯京亞爾                     | OKB-1    |           | OKB-1    | 亞軌道 | 作戰飛行測試            | 1953年 10月19日   | 成功     | 遠地點：100（62英里）                |
| 10月20日             | R-1導彈             | 卡普斯京亞爾                     | OKB-1    |           | OKB-1    | 亞軌道 | 作戰飛行測試            | 1953年 10月20日   | 成功     | 遠地點：100（62英里）                |
| 10月26日             | R-1導彈             | 卡普斯京亞爾                     | OKB-1    |           | OKB-1    | 亞軌道 | 作戰飛行測試            | 1953年 10月26日   | 成功     | 遠地點：100（62英里）                |
| 10月27日             | R-1導彈             | 卡普斯京亞爾                     | OKB-1    |           | OKB-1    | 亞軌道 | 作戰飛行測試            | 1953年 10月27日   | 成功     | 遠地點：100（62英里）                |
| 10月28日             | R-1導彈             | 卡普斯京亞爾                     | OKB-1    |           | OKB-1    | 亞軌道 | 作戰飛行測試            | 1953年 10月28日   | 成功     | 遠地點：100（62英里）                |
| 10月28日             | R-1導彈             | 卡普斯京亞爾                     | OKB-1    |           | OKB-1    | 亞軌道 | 作戰飛行測試            | 1953年 10月28日   | 成功     | 遠地點：100（62英里）                |
| 10月30日             | R-5導彈             | 卡普斯京亞爾                     | OKB-1    |           | OKB-1    | 亞軌道 | 飛行測試                | 1953年 10月30日   | 成功     | 遠地點：300（186英里）               |
| 10月                 | R-1導彈             | 卡普斯京亞爾                     | OKB-1    |           | OKB-1    | 亞軌道 | 作戰飛行測試            | 發射後不 到一小時 | 成功     | 遠地點：100（62英里）                |
| 10月                 | R-1導彈             | 卡普斯京亞爾                     | OKB-1    |           | OKB-1    | 亞軌道 | 作戰飛行測試            | 發射後不 到一小時 | 成功     | 遠地點：100（62英里）                |
| 10月                 | R-1導彈             | 卡普斯京亞爾                     | OKB-1    |           | OKB-1    | 亞軌道 | 作戰飛行測試            | 發射後不 到一小時 | 成功     | 遠地點：100（62英里）                |
| 10月                 | R-1導彈             | 卡普斯京亞爾                     | OKB-1    |           | OKB-1    | 亞軌道 | 作戰飛行測試            | 發射後不 到一小時 | 成功     | 遠地點：100（62英里）                |
| 11月2日， 18:32 GMT  | 空蜂火箭            | LC-A, 霍洛曼空軍基地             | ARDC     |           | ARDC     | 亞軌道 | 電離層研究              | 1953年 11月2日    | 成功     | 遠地點：120（75英里）                |
| 11月3日， 18:15 GMT  | 空蜂火箭            | LC-A, 霍洛曼空軍基地             | ARDC     |           | ARDC     | 亞軌道 | 電離層研究              | 1953年 11月3日    | 成功     | 遠地點：121（75英里）                |
| 11月12日             | R-1導彈             | 卡普斯京亞爾                     | OKB-1    |           | OKB-1    | 亞軌道 | 作戰飛行測試            | 1953年 11月12日   | 成功     | 遠地點：100（62英里）                |
| 11月15日             | R-1導彈             | 卡普斯京亞爾                     | OKB-1    |           | OKB-1    | 亞軌道 | 作戰飛行測試            | 1953年 11月15日   | 成功     | 遠地點：100（62英里）                |
| 11月15日             | R-1導彈             | 卡普斯京亞爾                     | OKB-1    |           | OKB-1    | 亞軌道 | 作戰飛行測試            | 1953年 11月15日   | 成功     | 遠地點：100（62英里）                |
| 11月19日， 22:40 GMT | 空蜂火箭            | LC-35, 白沙                      | NRL      |           | NRL      | 亞軌道 | 大氣物理學／ 太陽研究   | 1953年 11月19日   | 成功     | 遠地點：112（70英里）                |
| 11月24日             | R-1導彈             | 卡普斯京亞爾                     | OKB-1    |           | OKB-1    | 亞軌道 | 作戰飛行測試            | 1953年 11月24日   | 成功     | 遠地點：100（62英里）                |
| 11月                 | R-1導彈             | 卡普斯京亞爾                     | OKB-1    |           | OKB-1    | 亞軌道 | 作戰飛行測試            | 發射後不 到一小時 | 成功     | 遠地點：100（62英里）                |
| 11月                 | R-1導彈             | 卡普斯京亞爾                     | OKB-1    |           | OKB-1    | 亞軌道 | 作戰飛行測試            | 發射後不 到一小時 | 成功     | 遠地點：100（62英里）                |
| 11月                 | R-1導彈             | 卡普斯京亞爾                     | OKB-1    |           | OKB-1    | 亞軌道 | 作戰飛行測試            | 發射後不 到一小時 | 成功     | 遠地點：100（62英里）                |
| 11月                 | R-1導彈             | 卡普斯京亞爾                     | OKB-1    |           | OKB-1    | 亞軌道 | 作戰飛行測試            | 發射後不 到一小時 | 成功     | 遠地點：100（62英里）                |
| 11月                 | R-5導彈             | 卡普斯京亞爾                     | OKB-1    |           | OKB-1    | 亞軌道 | 飛行測試                | 發射後不 到一小時 | 成功     | 遠地點：300（186英里）               |
| 11月                 | R-5導彈             | 卡普斯京亞爾                     | OKB-1    |           | OKB-1    | 亞軌道 | 飛行測試                | 發射後不 到一小時 | 成功     | 遠地點：300（186英里）               |
| 11月                 | R-5導彈             | 卡普斯京亞爾                     | OKB-1    |           | OKB-1    | 亞軌道 | 飛行測試                | 發射後不 到一小時 | 成功     | 遠地點：300（186英里）               |
| 11月                 | R-5導彈             | 卡普斯京亞爾                     | OKB-1    |           | OKB-1    | 亞軌道 | 飛行測試                | 發射後不 到一小時 | 成功     | 遠地點：300（186英里）               |
| 12月1日， 15:30 GMT  | 空蜂火箭            | LC-35, 白沙                      | NRL      |           | NRL      | 亞軌道 | 大氣物理學／ 太陽研究   | 1953年 12月1日    | 成功     | 遠地點：129（80英里）                |
| 12月9日              | R-5導彈             | 卡普斯京亞爾                     | OKB-1    |           | OKB-1    | 亞軌道 | 飛行測試                | 1953年 12月9日    | 成功     | 遠地點：300（186英里）               |
| 12月                 | R-5導彈             | 卡普斯京亞爾                     | OKB-1    |           | OKB-1    | 亞軌道 | 飛行測試                | 發射後不 到一小時 | 成功     | 遠地點：300（186英里）               |

## 來源網站
1. 中国国家航天局
2. 中国探月网
3. Encyclopedia Astronautica
4. Gunter's Space Page - Chronology of Space Launches
5. 日本宇宙航空研究開發機構
6. Jonathan's Space Report（SatCat.txt与Launchlog.txt两项）
7. Mission Set Database (NASA GFC)
8. NASA
9. NASA SpaceFlight.com
10. Orbital Report News Agency's Launch Logs
11. Space Calander (NASA JPL)
12. Southwest Space Archive
13. SPACE.com Launch Forecast
14. SpaceFlightNow
15. Steven Pietrobon's Space Archive
16. U.S. Space Objects Registry